# Resolutie 2008 Veiligheidsraad Verenigde Naties
Resolutie 2008 van de Veiligheidsraad van de Verenigde Naties werd op 16 september 2011 unaniem aangenomen door de VN-Veiligheidsraad. De resolutie verlengde de vredesmissie in Liberia opnieuw met een jaar.
Frankrijk, Duitsland en Portugal vonden dat de vredesmacht bevoegdheden moest overdragen aan de nationale autoriteiten als voorbereiding op een terugtrekking. Het Verenigd Koninkrijk had instructies voor die voorbereidingen in de resolutie willen zien. Volgens de Verenigde Staten was het, gezien de verkiezingen en toestand aan de grenzen, onmogelijk om al data op de terugtrekking te plakken. Het land wilde, als de situatie het toeliet, de missie binnen een jaar afslanken.

## Achtergrond
Na de hoogdagen onder het decennialange bestuur van William Tubman, die in 1971 overleed, greep Samuel Doe de macht. Zijn dictatoriale regime ontwrichtte de economie en er ontstonden rebellengroepen tegen zijn bewind, waaronder die van de latere president Charles Taylor. In 1989 leidde de situatie tot een burgeroorlog waarin de president vermoord werd. De oorlog bleef nog doorgaan tot 1996. Bij de verkiezingen in 1997 werd Charles Taylor verkozen en in 1999 ontstond opnieuw een burgeroorlog toen hem vijandig gezinde rebellengroepen delen van het land overnamen. Pas in 2003 kwam er een staakt-het-vuren en werden VN-troepen gestuurd. Taylor ging in ballingschap en de regering van zijn opvolger werd al snel vervangen door een overgangsregering. In 2005 volgden opnieuw verkiezingen en werd Ellen Johnson Sirleaf de nieuwe president.

## Inhoud

### Waarnemingen
De overheid van Liberia maakte vorderingen in onder meer het onder haar controle brengen van de natuurlijke rijkdommen, maar de noodzakelijke landhervormingen gingen maar traag vooruit. Om Liberia en omgeving te stabiliseren waren goed functionerende en duurzame overheidsinstellingen nodig. UNMIL moest Liberia ook helpen met het uitbouwen van diens veiligheidsdiensten zodat ze vanaf medio 2012 bevoegdheden konden overnemen. Verder waren succesvolle verkiezingen cruciaal voor vrede in en de verdere ontwikkeling van Liberia. Men bleef echter met problemen zoals gewelddadige misdaden kampen en ook de instabiliteit van buurland Ivoorkust bleef voor problemen zorgen aan de grens. Drugshandel, georganiseerde misdaad en wapenhandel bedreigden de stabiliteit van de gehele subregio.

### Handelingen
De Raad besloot het mandaat van UNMIL te verlengen tot 30 september 2012. Bij de overheid, de politieke partijen en het volk van Liberia werd erop aangedrongen mee te werken aan succesvolle verkiezingen, wat noodzakelijk was voor de terugtrekking van de VN-vredesmacht.
UNMIL moest haar strategie regelmatig coördineren met de UNOCI-missie in Ivoorkust om te voorkomen dat gewapende groepen de grens zouden oversteken. Liberia werd ook opgeroepen om, samen met UNMIL en de VN, zijn veiligheidsdiensten uit te bouwen.

## Verwante resoluties
- Resolutie 1938 Veiligheidsraad Verenigde Naties (2010)
- Resolutie 1961 Veiligheidsraad Verenigde Naties (2010)
- Resolutie 2025 Veiligheidsraad Verenigde Naties
- Resolutie 2066 Veiligheidsraad Verenigde Naties (2012)

Lijst ·  1967 ·  1968 ·  1969 ·  1970 ·  1971 ·  1972 ·  1973 ·  1974 ·  1975 ·  1976 ·  1977 ·  1978 ·  1979 ·  1980 ·  1981 ·  1982 ·  1983 ·  1984 ·  1985 ·  1986 ·  1987 ·  1988 ·  1989 ·  1990 ·  1991 ·  1992 ·  1993 ·  1994 ·  1995 ·  1996 ·  1997 ·  1998 ·  1999 ·  2000 ·  2001 ·  2002 ·  2003 ·  2004 ·  2005 ·  2006 ·  2007 ·  2008 ·  2009 ·  2010 ·  2011 ·  2012 ·  2013 ·  2014 ·  2015 ·  2016 ·  2017 ·  2018 ·  2019 ·  2020 ·  2021 ·  2022 ·  2023 ·  2024 ·  2025 ·  2026 ·  2027 ·  2028 ·  2029 ·  2030 ·  2031 ·  2032